# Римска баня (пиеса)
 Тази статия е за пиесата на Станислав Стратиев.  За банята по римско време вижте Терми.  За античния архитектурен комплекс край Варна вижте Римски терми.
„Римска баня“ е пиеса, написана от Станислав Стратиев. Поставена е за първи път на сцената на Сатиричния театър, на 11 февруари 1974 г. „Римска баня“ е едно от представленията с най-дълъг живот в репертоара на театъра. През 1984 г. представлението е отличено с „Наградата на София“. През 1986 г. „Римска баня“ представя България на фестивала „Театър на нациите“, в Нанси, Франция.
През 2013 г. представлението продължава да се играе в актьорски състав: Христо Гърбов, Никола Анастасов, Димитър Манчев, Веселин Цанев, Веселин Ранков, Ирина Първанова – Раши, Красимир Куцупаров, Иван Григоров, Светослав Пеев, Живко Джуранов, Златко Митрески, Таня Мицкова.
Постановката е на режисьора Светослав Пеев, музиката е на Юри Ступел и Кирил Добрев от Булгара.

## Сюжет
Години наред Иван Антонов е получавал лятната си отпуска през януари, най-накрая щастието му се усмихва – началникът му се разболява и това открива пред него неочакваната възможност да замине на море през август! Заминавайки, той оставя ключовете от жилището си на майстори, които да ремонтират дюшемето на пода.
Отпуската минава бързо и Антонов, свеж и загорял, се връща вкъщи, където го чака неприятна изненада. При ремонта на пода майсторите са направили сензационно откритие – напълно запазена мраморна римска баня с великолепни мозайки на къпещи се матрони.
Като уникален паметник на културата от световна величина банята незабавно е поставена под защита на държавата. Родният дом на Антонов е обявен за археологически обект. Амбициозен доцент води разкопките, които постепенно се разширяват от хола, където е открита банята, към кухнята и тоалетната. Доцентът е готов да спи сред разкопките, дори да зареже годеницата си, само и само някой друг да не се докопа до банята, за която той пръв е научил. „Изкуствовед“ – износител на произведения на изкуството, преследва Антонов с предложение да пласират римската баня зад граница и обещания за сладък живот на брега на Лаго ди Комо, а опитен адвокат го притиска да продаде къщата си, осиновявайки богатия си клиент, независимо че той е на 60 години.
Ситуацията става още по-абсурдна, когато към банята е зачислен спасител, тъй като по закон към всеки басейн трябва да има и спасител. А законът трябва да се спазва! За Иван Антонов обаче спасение няма!